# Wasenbacher Höhe
Koordinaten: 49° 41′ 2″ N, 7° 55′ 34″ O
Das Naturschutzgebiet Wasenbacher Höhe liegt auf dem Gebiet der Ortsgemeinde Kriegsfeld im Donnersbergkreis in Rheinland-Pfalz. Das etwa 289 ha große Gebiet, das im Jahr 2013 unter Naturschutz gestellt wurde, erstreckt sich südlich des Kernortes Kriegsfeld. Am südwestlichen Rand verläuft die Landesstraße L 404 und nördlich die L 399.

## Schutzzweck
Schutzzweck ist die Erhaltung, Wiederherstellung und eigendynamische Entwicklung von naturnahen Laubwäldern, die weitestgehende Wiederherstellung der natürlichen Standortbedingungen und Gewährleistung ihrer natürlichen Entwicklung als Standorte typischer, seltener oder gefährdeter wild wachsender Pflanzenarten und Pflanzengesellschaften sowie als Lebensraum für an diese Biotoptypen gebundene, typische, seltene oder gefährdete wild lebende Tierarten sowie deren Lebensgemeinschaften.